# Antonio Villanego Jimenez
Antonio Villanego Jiménez (Cádiz, 9 de mayo de 1943 - Cádiz, 20 de octubre de 2008) fue un autor del Carnaval de Cádiz. Su especialidad fue el cuarteto, modalidad por la que consiguió un primer premio en 1993.

## Trayectoria artística
Pese a desarrollar toda su obra en el Carnaval de Cádiz, Antonio Villanego comenzó en el Carnaval de Santa Cruz de Tenerife junto a quince gaditanos más, creando una especie de murga - chirigota que mezclaba ideas de ambas ciudades.
Tras su vuelta a Cádiz, desarrollaría su primera obra en 1985 con el cuarteto El abuelo Don Carmelo y tres nietos muy pilluelos quedándose en preliminares.  Esto le sucedería los siguientes dos años con sus cuartetos Ya estamos en la comuna y De vuelta y media. En 1988, su cuarteto Despiste total llegaría a semifinales.
Al año siguiente, 1989, conseguiría un cuarto premio en con ¡Ojú! que calor, disfrazados de demonios. En 1990 entraría por primera vez al podio, ganando el tercer premio con Marías de la bahía, donde parodiaba a los alcaldes de la Bahía de Cádiz. Sin embargo, al año siguiente, no conseguiría pasar de la fase de preliminares con Cuarteto churretoso 2ª parte. En 1992 caería en semifinales con Estamos de Colón hasta los pinzones, con motivo de las celebraciones que se desarrollaron en la ciudad, ya que se cumplía quinientos años de la llegada de Cristóbal Colón a América.
En 1993, conseguiría un primer premio con Onde va con la chochera, disfrazándose de personas mayores que criticaban todo tipo de cuestiones relacionadas con la política y la sociedad de Cádiz en los noventa. Al año siguiente, volvió a ser el mejor cuarteto del concurso con No me chilles que me canso, por el que obtuvieron el segundo premio, quedando el primero desierto.
Tras estos buenos resultados, volvería a quedarse en preliminares con sus dos siguientes cuartetos Aquí que no farte de ná y Mi suegra es la madre de mi mujer, tras el que decide realizar un parón. Durante 1995, sería elegido presidente de la Asociación de autores, cargo que desempeñaría hasta 1997.  Antonio Villanego volvería a la competición en 2002 con Hasta que la muerte nos separe y se despediría en 2004 con Tres niños de ESO, cayendo en preliminares en ambas ocasiones.

## Trayectoria carnavalesca
| Año  | Agrupación                                        | Puesto |
| ---- | ------------------------------------------------- | ------ |
| 2004 | Tres niños de ESO                                 | Prelim |
| 2002 | Hasta que la muerte nos separe                    | Prelim |
| 1996 | Mi suegra es la madre de mi mujer                 | Prelim |
| 1995 | Aquí que no farte de ná                           | Prelim |
| 1994 | No me chilles que me canso                        |        |
| 1993 | Onde va con la chochera                           |        |
| 1992 | Estamos de Colón hasta los pinzones               | SF     |
| 1991 | Cuarteto churretoso 2ª parte                      | Prelim |
| 1990 | Marías de la bahía                                |        |
| 1989 | ¡Ojú! qué calor                                   | 4      |
| 1988 | Despiste total                                    | SF     |
| 1987 | De vuelta y media                                 | Prelim |
| 1986 | Ya estamos en la comuna                           | Prelim |
| 1985 | El abuelo Don Carmelo y tres nietos muy pilluelos | Prelim |

Prelim = Preliminares SF = Semifinalista